# Frontière entre la république démocratique du Congo et la Zambie
La frontière entre la république démocratique du Congo et la Zambie est la frontière séparant la république démocratique du Congo et la Zambie.
Elle comprend notamment le panhandle de la botte du Katanga. Kasumbalesa est l'un des principaux passage de la frontière (route et chemin de fer), sur la route reliant Lubumbashi en république démocratique du Congo et Kitwe et Ndola en Zambie.
Dans sa partie orientale, la frontière est notamment matérialisée par la rivière Lwapula puis le lac Moero. À l'ouest, elle coïncide pratiquement avec la ligne de partage des eaux entre le bassin du Congo - Lwalaba au nord, et celui du Zambèze au sud.
La partie de la frontière entre le lac Moero et le lac Tanganyika a initialement été définie en 1894 comme étant une ligne droite entre la Luvwa sur le lac Moero et le cap Akalunga sur le lac Tangaynika à environ 8° 15′. Cependant la position exacte du cap Akalunga n’était pas identifiable et causa une différence d’interprétation.
Le roi Umberto Ier d'Italie est appelé à arbitrer le conflit. Une ligne nord-sud de 90 miles est alors tracée depuis le point où le Luapula était censé émerger des marécages entourant le lac Bangweulu jusqu'au bassin versant du Zambèze. L'objectif de Léopold était de permettre au Katanga d'accéder aux zones humides riches en poissons de la région.
L'administration de l'État libre du Congo a été reprise par le gouvernement belge en 1908 ; et, entre 1911 et 1914, en raison de la nature marécageuse de la région, une commission anglo-belge chargée du tracé de la frontière a déplacé la ligne tracée par le roi d'Italie un peu plus à l'ouest, vers un point plus identifiable du fleuve.
De 1927 à 1933, une deuxième commission anglo-belge a été envoyée pour délimiter davantage la frontière entre le Congo belge et la Rhodésie du Nord.
En 1989, le Zaïre et la Zambie signe un traité redéfinissant la frontière entre le lac Moero et le lac Tanganyika.

### Liens webs
1. ↑  (en-US) Frank Jacobs, « A Boot Fit for a King » (consulté le 15 octobre 2020)